# Wu Kin San
Wu Kin San (chinês tradicional: 胡健燊, pinyin: Wǔ Jiànxīn; Hong Kong, 4 de maio de 1985) é um ciclista de estrada profissional de Hong Kong, que antes competiu para a equipe chinesa Champion System.

## Carreira profissional
Wu começou a andar de bicicleta com apenas doze anos de idade, e de ter mostrado o seu grande talento e paixão pelo esporte, tornou-se profissional apenas oito anos mais tarde. Em 2005, ele alegou numerosos títulos de corrida de estrada no Tour do Mar da China Meridional, em Macau e Hong Kong, quando atuava pela equipe Purapharm Cycling. No ano seguinte, Wu assinou um contrato com a Lampre-Fondital se submeter a um treinamento em Milão, Itália. Após seu retorno a Hong Kong, Wu supostamente começaria sua primeira corrida pela Volta ao Lado Qinghai, mas Lampre-Fondital decidiu retirar-se da turnê. Alguns meses mais tarde, seu contrato com a equipe de ciclismo profissional italiano terminou.
Em 2007, Wu começou sua temporada com a Hong Kong Pro Cycling Team ao vencer seu primeiro título do campeonato nacional sub-23 em 2 horas, 10 minutos e 16 segundos. Um ano depois, Wu mudou seu foco para os Jogos Olímpicos de 2012 em Pequim, onde terminou em 88º na prova de estrada com um tempo de 7:05:57. Wu também se tornou o primeiro ciclista de Hong Kong a completar com sucesso a prova de estrada olímpica.